# Северные тутчоне
Северные тутчоны (англ.   Northern Tutchone) — индейский народ, живущий главным образом в центре территории Юкон, Канада. Северные тутчоны относятся к индейцам Субарктики.

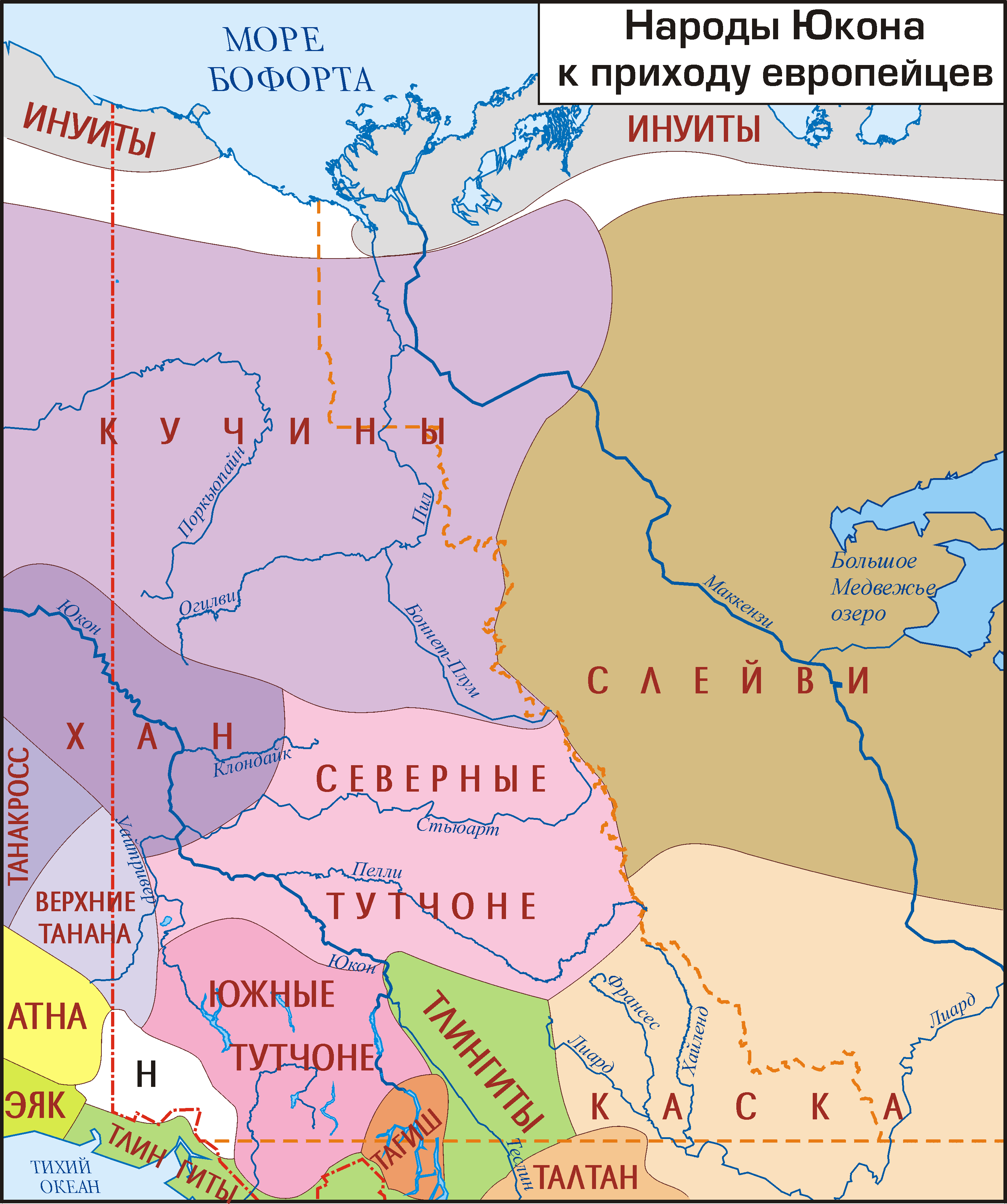
Народы Юкона к приходу европейцев.

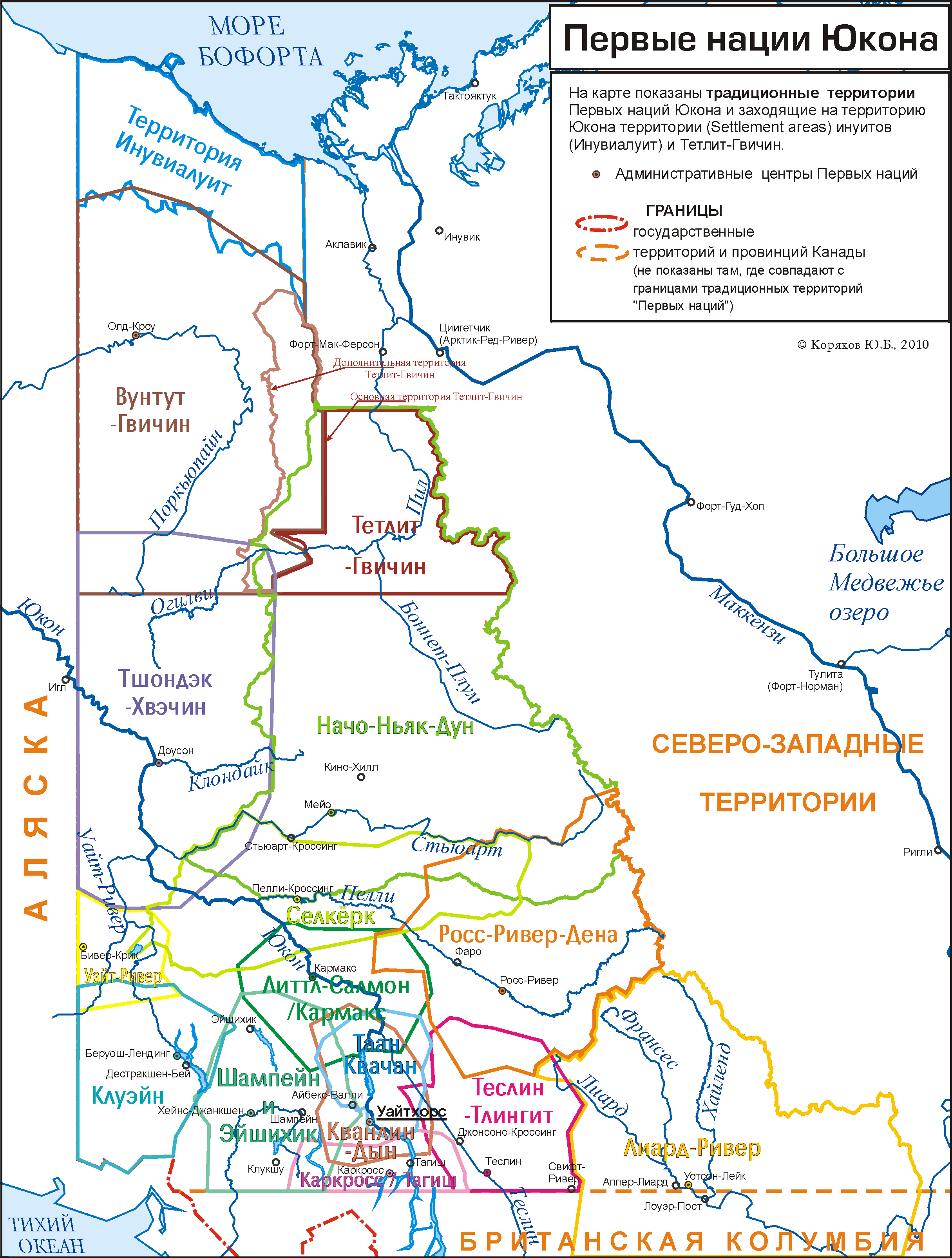

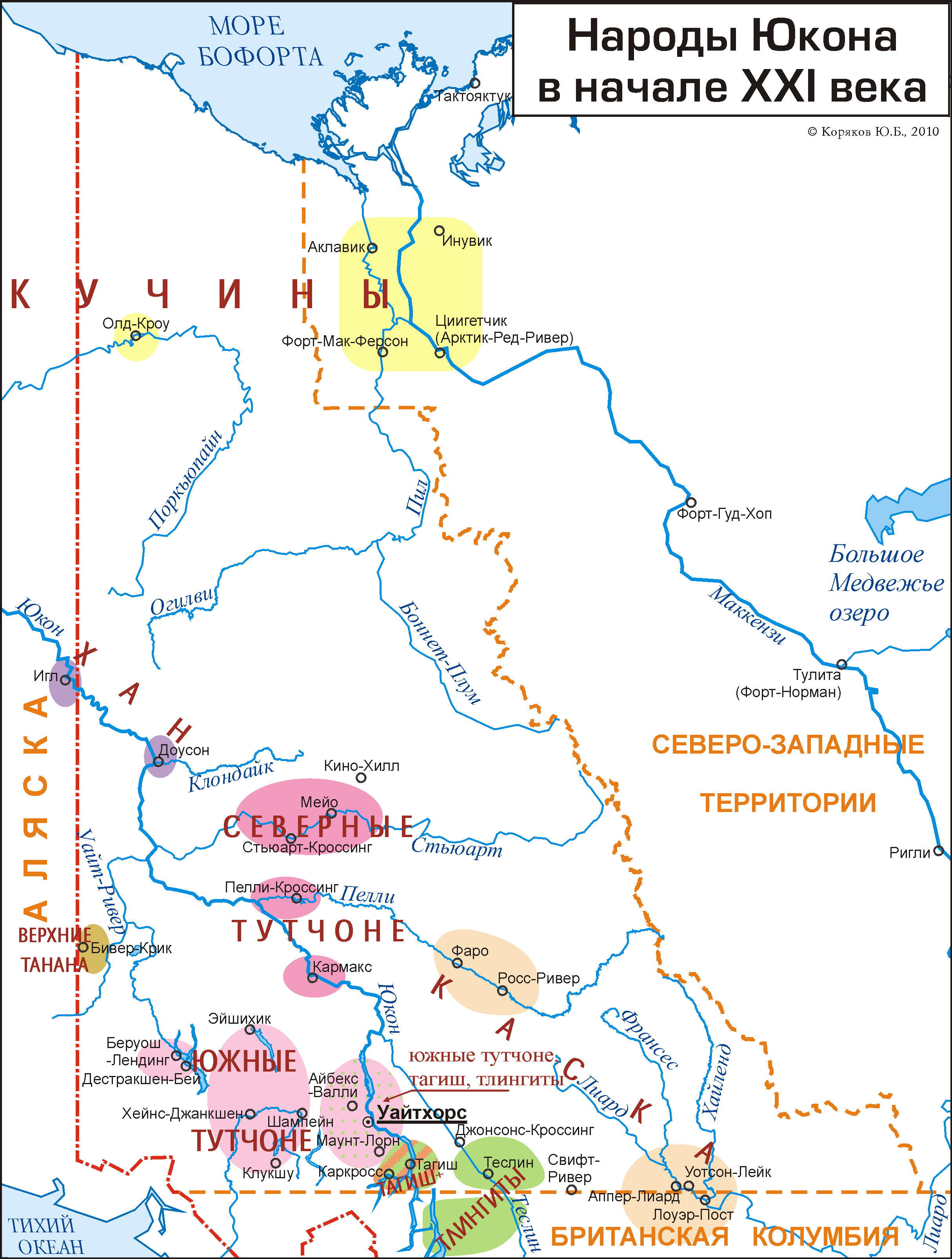

## Территория
Северные тутчоны не были поселены в резервациях, они занимают часть исконных земель. Втянутые европейцами в торговлю пушниной, селились в посёлках у миссий и торговых факторий. Северные тутчоны занимали большую часть центрального Юкона, в бассейнах рек Пелли и Стьюарт. В 1848 году в устье реки Пелли, Роберт Кэмпбелл основал Форт-Селкёрк  на их территории.
Ныне общины северных тутчонов проживают:
- Литл-Сэмон — Кармакс — в Кармаксе;
- Начо-Ньяк-Дун — в Мейо;
- Селкёрк — в Пелли-Кроссинг.

## Традиции и верования
Занимаются сезонной охотой и рыболовством, сбором ягод. До XX века сохраняли черты материнского рода. Являются католиками и протестантами, часть сохранила традиционные верования.

## Язык
Язык северных тутчонов является разновидностью языка тутчонской подгруппы атабаскской языковой семьи.

## Известные люди
Индеец народности Селкёрк Джерри Алфред, носящий титул «Хранитель песен», старается с помощью песен сохранить язык предков.